# Cazadores de África

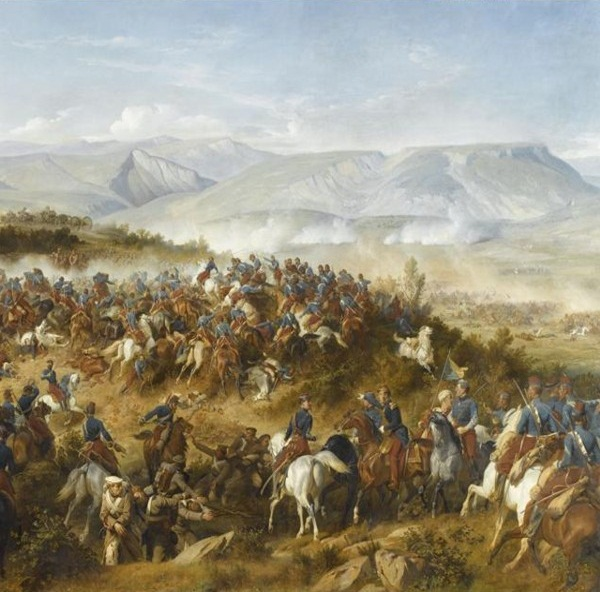
Los Chasseurs d'Afrique, liderados por el General, despejando la artillería rusa de los Altos de Fedyukhin durante la batalla de Balaclava.

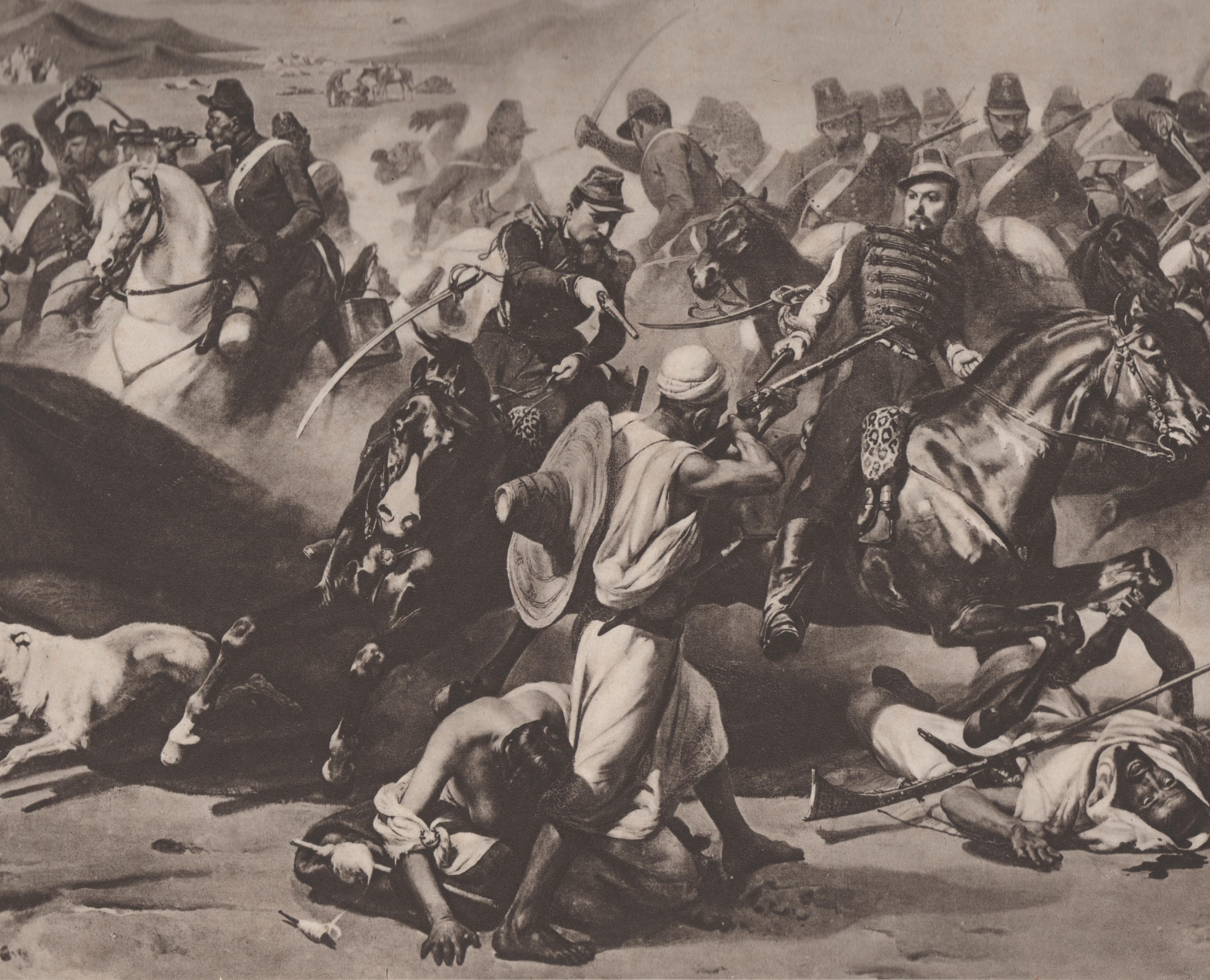
Chasseurs d'Afrique durante la Batalla de Smala.

Los Cazadores de África (en francés: Chasseurs d'Afrique eran un cuerpo de caballería ligera de chasseurs (cazadores) en el Armée d'Afrique francés (Ejército de África). Criados por primera vez en la década de 1830 por la caballería regular francesa destinada a Argelia, contaban con cinco regimientos en la Segunda Guerra Mundial. Durante la mayor parte de su historia fueron reclutados entre voluntarios franceses o colonos franceses en el norte de África haciendo su servicio militar. Como tal, eran el equivalente montado de la infantería francesa zuavo. El otro elemento importante de la caballería en el Ejército de África eran los Spahis, reclutados entre los pueblos indígenas de Argelia, Túnez y Marruecos, con la mayoría de oficiales franceses.

## Historia
Además de las campañas en el norte de África, estos coloridos regimientos también sirvieron en la Guerra de Crimea, la Guerra Franco-Prusiana, Indochina, la invasión francesa de México y ambas guerras mundiales. Los Chass. d'Af. se distinguieron por asegurar el flanco de Lord Cardigan durante la Carga de la Brigada Ligera. En esta y otras ocasiones utilizaron su característica táctica africana de avanzar rápidamente en orden abierto, en contraste con las rígidas líneas de la Brigada Ligera.
El 5 de mayo de 1863 el 1.er Chasseurs d'Afrique se distinguió en un enfrentamiento con los lanceros mexicanos durante la Batalla de San Pablo del Monte. La bandera del regimiento fue posteriormente decorada con la Cruz de la Legión de Honor y el 5 de mayo sigue siendo el día de celebración anual para el moderno Chass. d'Afrique.

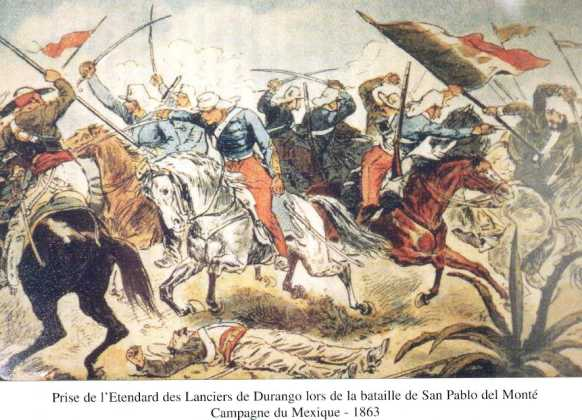
Chasseurs d'Afrique tomando el estandarte de los lanceros de Durango en la Batalla de San Pablo del Monte.

## Primera Guerra Mundial

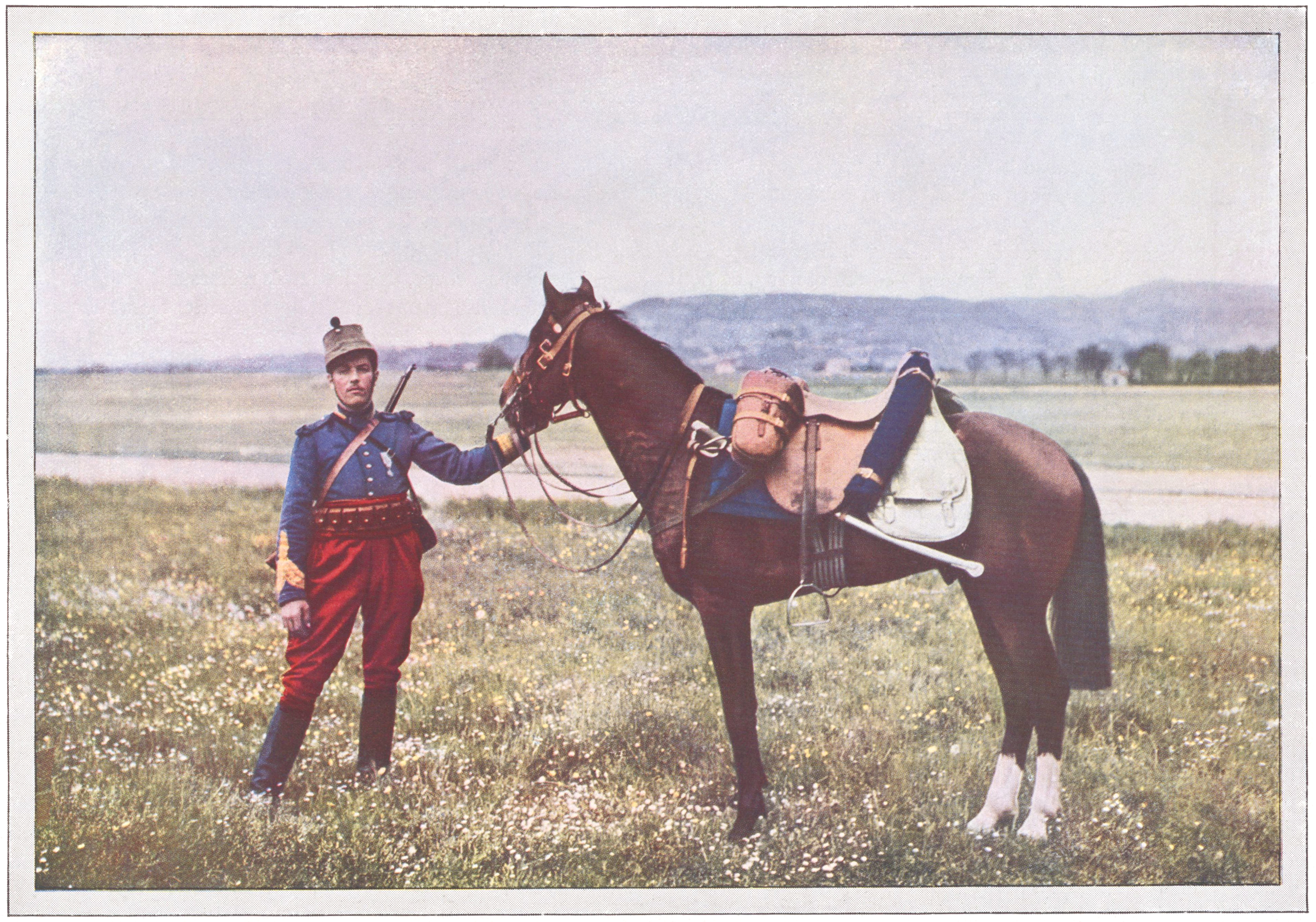
Chasseur d'Afrique en 1914.

Al estallar la Primera Guerra Mundial en 1914, existían seis regimientos de Chasseurs d'Afrique. El 1.er y 2.º RCA habían separado escuadrones en servicio activo en el este de Marruecos mientras que los cuatro regimientos restantes estaban en servicio de guarnición en Argelia y Túnez. Siete regimientos de Chasseurs d'Afrique (incluidos tres regimientos de marcha o unidades de servicio activo creados para una campaña particular) fueron transferidos a Francia entre 1914 y 1918. El 1.ery 4.º RCA terminaron la guerra en Oriente Medio luchando contra los turcos, mientras que el quinto RCA desprendió escuadrones para servir en los Balcanes.

## Mecanización

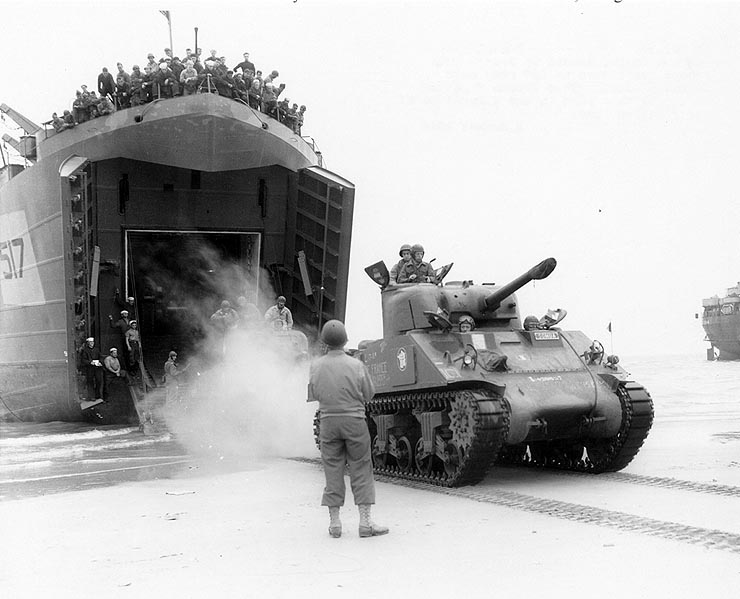
El M4 Sherman Ile de France del 12do RCA, desembarcando en Normandía.

En 1933 los regiments de chasseurs d'Afrique (RCA) iniciaron el proceso de conversión a unidades mecanizadas. Los primeros vehículos adoptados fueron los automóviles blindados White TBC, seguidos por los White-Laffly 50 AM. Ambos modelos eran obsoletos para la guerra europea pero adecuados para la campaña colonial. Se proporcionaron otros vehículos para escuadras individuales y en 1939 los tanques ligeros Hotchkiss H35 y Hotchkiss H39 fueron recibidos por el 1.er RCA.
Al estallar la Segunda Guerra Mundial (septiembre de 1939) se desplegaron regimientos de chasseurs d'Afrique de la siguiente manera: el 1.er RCA fue destinado a Marruecos; el 2.º, 3.º y 5.º RCA en Argelia; y, finalmente, el 4.º RCA asignado a Túnez.
Solamente el 1.º y el 4.º RCA estaban completamente mecanizados en esta fecha, los otros regimientos comprendían una mezcla de escuadras montadas y mecanizadas.
En 1941 se crearon el 6.º y 7.º RCA en el Levante, es decir, en Siria y Líbano. Ambos estuvieron involucrados en combates contra las fuerzas aliadas en la Operación Exportador de 1941, equipados con 90 tanques (la mayoría Renault R35 con unos pocos Renault FT) y un número similar de automóviles blindados.
Durante la Segunda Guerra Mundial se completó el proceso de mecanización. Los RCA 3.º y 5.º fueron equipados con tanques medios M4 Sherman y tanques ligeros M5 Stuart. El quinto RCA desembarcó en Provenza en agosto de 1944, y fue una de las primeras unidades en estar completamente operativa para el combate. Participó en varias batallas durante la toma de Tolón, en el valle del Ródano, a través de Borgoña, Alsacia y en la Selva Negra. El regimiento obtuvo la insignia del Rin y el Danubio.

## Regimiento moderno
La independencia argelina puso fin al cuerpo mediante una serie de disoluciones y traslados entre 1962 y 1964, después de más de un siglo de servicio. Sin embargo, un regimiento (1.er Regiment de Chasseurs d'Afrique) fue restablecido en 1998 para preservar las tradiciones de esta famosa caballería. El regimiento moderno es una de las unidades mecanizadas del ejército francés. Está dividido en un escuadrón de instrucción y tres escuadrones de combate y está equipado con aproximadamente 45 vehículos blindados.

## Uniformes
Hasta 1914, los Chasseurs d'Afrique estaban vestidos con túnicas celestes, con faja roja y pantalones rojos. Su tocado normal era el tacón, un chacó azul claro y rojo, de forma similar al que llevaban los regimientos de caballería ligera equivalentes (húsares y chasseurs à cheval) del ejército metropolitano, pero con una funda blanca o caqui claro. Antes de 1873 la casquette d'Afrique se había usado. El fez y la faja tradicionales se usaron fuera de servicio o cuando estaban en los cuarteles hasta la Segunda Guerra Mundial. Las túnicas celestes tenían un revestimiento amarillo.
Los uniformes caqui que llevaban los Chasseurs d'Afrique a partir de 1915 se distinguían por los parches de cuello azul oscuro con trenzado amarillo y los números de regimiento. En 2014, el moderno regimiento de blindados había reintroducido el histórico fajín rojo y el fez para el desfile. Más comúnmente usado es el kepi azul claro y rojo de la caballería francesa.

## Chasseurs d'Afrique en la Guerra de Secesión
El nombre también se aplicó al primer regimiento totalmente afroamericano formado por el Ejército de la Unión en Nueva Orleans en 1862.